# Ionuț Popescu (fotbalist)
Ionuț Cătălin Popescu (n. 31 martie 1990, Craiova, județul Dolj, România) este un fotbalist român liber de contract.
A debutat în Liga I pentru Știința pe 19 aprilie 2010, într-un meci împotriva echipei FC Vaslui.